# Kurganmashzavod
La Planta de fabricaciones de Kurgan/JSC Kurganmashzavod es una planta de producción de materiales para la defensa, ubicada en la ciudad de Kurgan, Rusia. Su producto más reconocido es la familia de blindados BMP.

## Historia

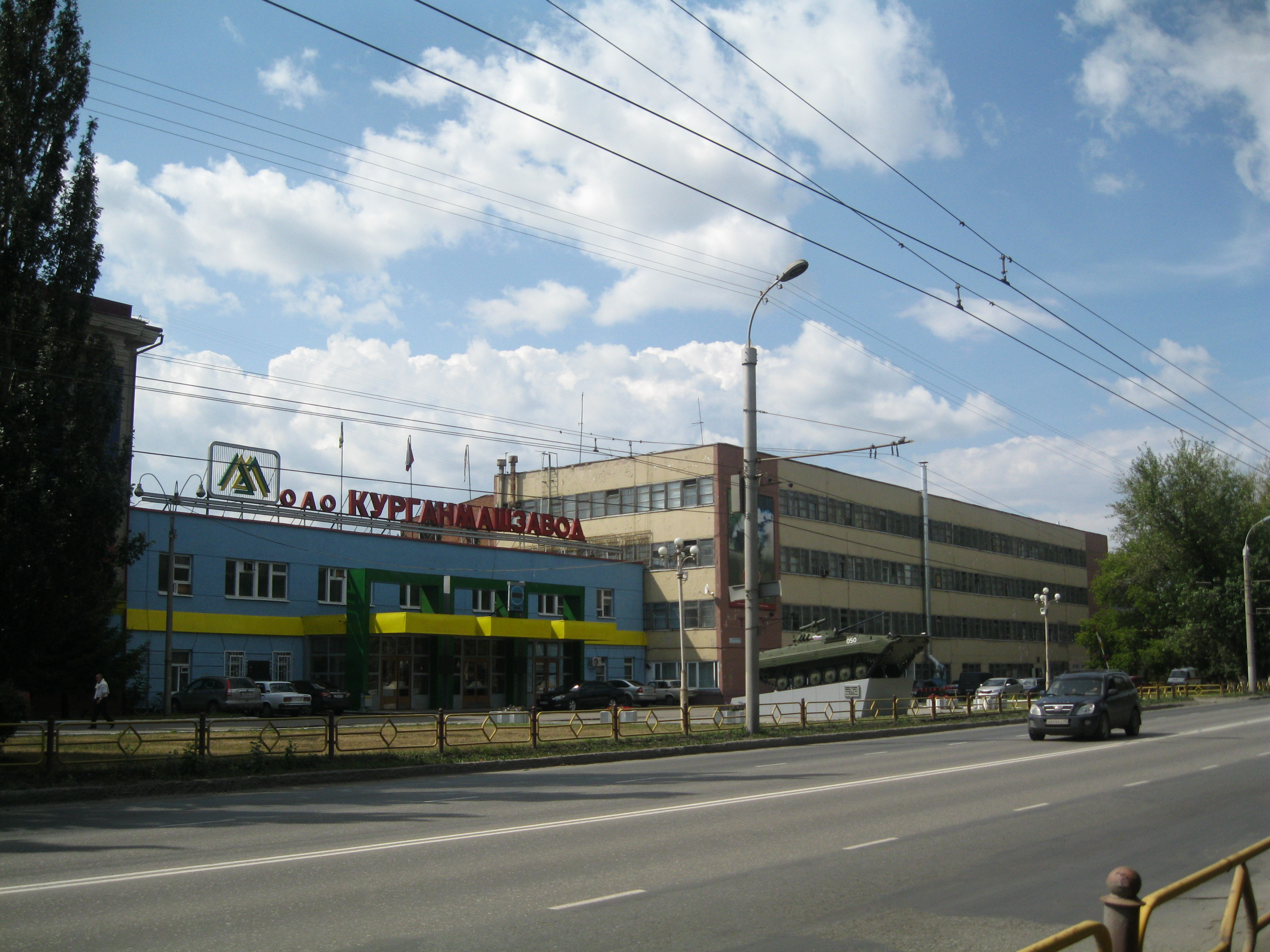
Entrada de la factoría

Inicialmente fue fundada para la construcción de grúas y vehículos de carga especial. En 1954 la manufactura de equipamiento militar se inicia con la producción de los tractores de artillería ATS y ATS-59, los cuales fueran usados para la instalación de facilidades productoras de petróleo ya en la región de Tyumen, en adición a los cientos producidos para su exportación. La producción del tractor de artillería ATS-59 fue a su vez cedida para su fabricación en países de la cortina de Hierro, en Polonia inicialmente. En octubre de 1966 los planes para la producción del vehículo de combate de infantería BMP-1 sería ordenada y encomendada mediante orden del politburó a dicha manufacturera. En 1967 se inicia la fase de producción en masa de los vehículos BMP-1.
En los setenta, las capacidades de fabricación de la planta fueron mejoradas mediante su reequipamiento con nuevas herramientas para aumentar la capacidad de producción de vehículos militares. Nuevas unidades de energía a su vez fueron adquiridas, y las áreas de trabajo vieron incrementada su extensión cinco veces. Desde 1983, la planta produce el modelo BMP-2, y en 1987 se inicia la manufactura del BMP-3.
En el 2007 las ganancias de la compañía llegaron a los US$ 231 millones. Las exportaciones ascendieron a un 20% de su producción total. En 2008, altos mandos de la firma anunciaron el inicio de programas enfocados en la mejora de los procesos productivos. Se dijo a su vez que la firma "producirá cientos de vehículos por año, mucho más de las actuales docenas de vehículos por año" tanto para el mercado local como para su exportación. Así mismo, se reveló por parte de la gerencia de Kurganmashzavod que ha recibido una gran cantidad de contratos con el estado ruso avaluados en US$250 millones para la reparación y fabricación inmediata de una cantidad no especificada de transportes BMP-3 en el periodo 2007-2010. Los planes de la compañía en inversión calculan un monto de US$40 millones necesarios para el reequipamiento de sus facilidades.
A fines del año 2015, se afirmó por la prensa especializada en negocios que la planta "estudiaba la declaración de quiebra y la cesación de toda su producción de vehículos blindados de combate" a causa de una deuda por consumo de gas natural estimada en unos $ 55.5 millones (aproximadamente US$$ 764,000), obligación contraída con Gazprom Mezhregiongaz. En febrero de 2016, la planta ha alcanzado un nivel de solvencia que le permite el garantizar su salida y el retiro de la petición legal de bancarrota, gracias al apoyo estatal de Rostec, y a nuevos contratos de modernización y de fabricación tanto en Rusia como para clientes en el exterior.

## Productos y actividades

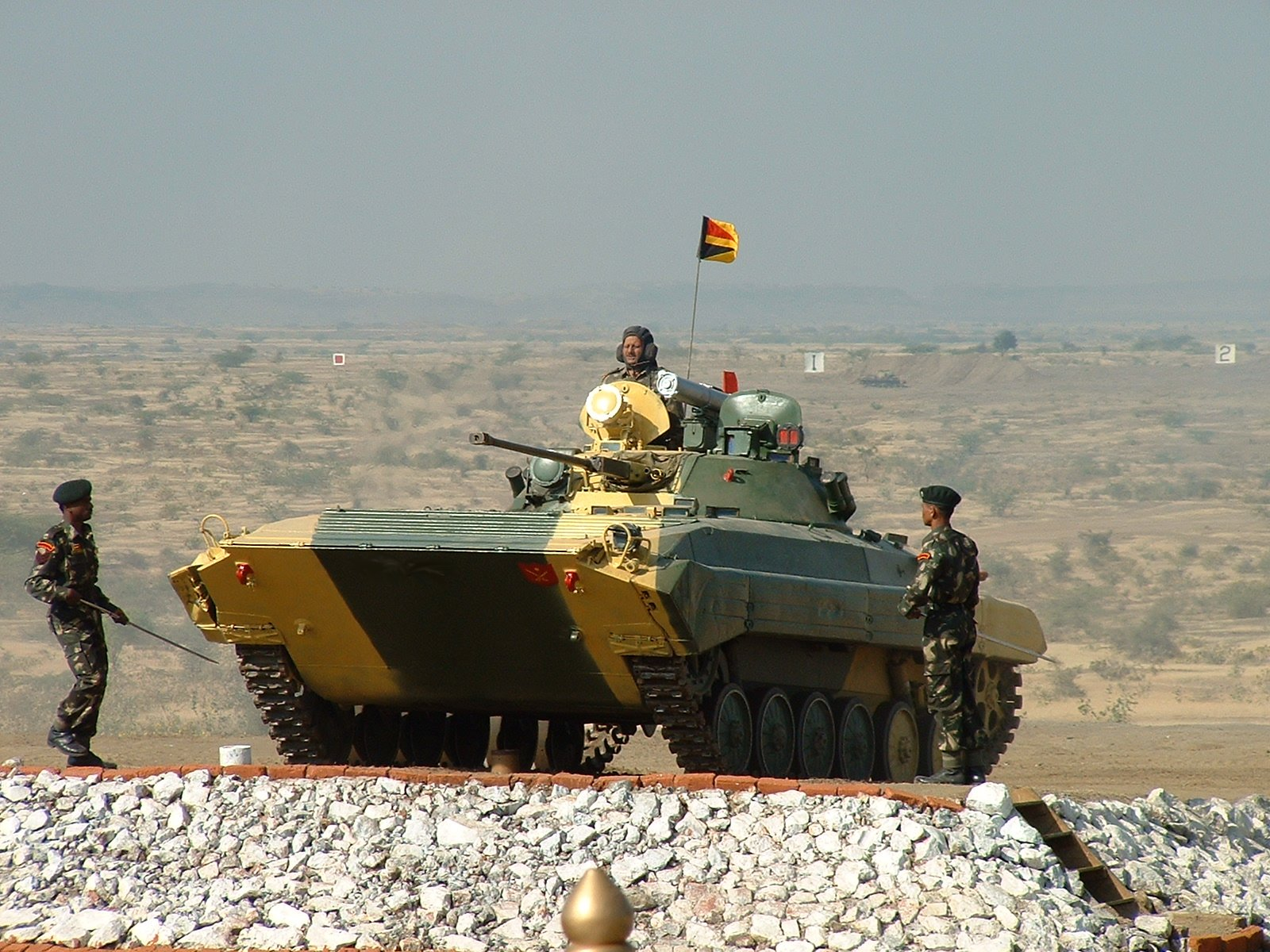
Un BMP-2 del Ejército de la India.

Los principales productos de la compañía son los reputados blindados de combate de la infantería de la serie BMP: BMP-1, BMP-2 y el BMP-3, los cuales están en servicio con más de 30 países. A su vez, la firma produce una serie de vehículos especiales para el mercado civil, tales como maquinaria de obras de construcción, tractores pequeños y micro cargadores, y traílers para el acarreo de automóviles, entre otros.
Kurganmashzavod JSC es la mayor empresa y empleador del Óblast de Kurgan. Además de ser uno de los mayores complejos de ingeniería, desarrollo y construcción de maquinaria pesada de Rusia, con una estructura de producción establecida en 3 factorías, 6 plantas de procesos especiales y con una numerosa cantidad de talleres especializados adicionales, que se encargan de la totalidad del ciclo de producción. Está involucrada en el desarrollo y mejora de tecnología, prueba de equipamientos y en el desarrollo experimental, producción pre-masiva y en la de gran escala de vehículos blindados. Las acciones de la firma son comerciadas en la Bolsa de valores de Rusia y sus productos son comerciados por medio del operador estatal Rosoboronexport. El actual director y gerente de Kurganmashzavod es Valery D. Dorodny.